# 下流上車族
《下流上車族》（英語：Get On A Flat，中國内地名為《上車家族》）是香港電視廣播有限公司拍攝的時裝家族溫馨親情愛情喜劇電視劇，由林敏驄、江美儀及鮑起靜領銜主演，並由郭柏妍、羅毓儀、鄧智堅、林穎彤、關曜儁、丁子朗及袁文傑聯合演出，監製關文深。
此劇是無綫電視傳承·狂歡55週年四部台慶劇之一。此劇為TVB New Wings Limited第十四部推出的劇集。台灣OTT由LiTV 線上影視於10月19日起，同步跟播上架。本劇由「G-NiiB 微生態配方」赞助。
此劇於《萬千星輝頒獎典禮2022》獲頒「最佳劇集」，江美儀憑此劇奪得「最佳女主角」，成為視后；鄧智堅憑此劇奪得「最佳男配角」，奪得其人生首個電視界別獎項；，此劇演員郭柏妍奪得「飛躍進步女藝員」，此劇在頒獎典禮上一共奪得四獎成為全晚大贏家。

## 故事大綱
香港鬼才林敏驄首部電視劇，攜手影后鮑起靜及好戲之人江美儀，演繹香港人最感同身受的買樓題材。講述車志明和家人為了實現買樓＂上車＂夢想，不惜用盡下流手段而鬧得笑料百出，並嘗盡各種心酸與掙扎的故事。

## 演員

### 車家
| 演員           | 角色   | 暱稱／關係 |
| 劉家聰         | 車國柱 | 車志明之父 謝毓霞之第二任丈夫 閔家寶之繼父 已去世 |
| 吳江倫         |        | 車志明之母 車國柱之妻 已去世 |
| 林浩文（青年） | 車志明 | 車總 超級市場經理／清潔公司老闆 莫雯慧之夫，後被鍾晞嵐挑撥離間而決裂，最後和好 車芊芊、車蔓蔓之父 鍾晞嵐之表姐夫，被其討厭及挑撥夫妻關係而反目 關細孝之好友 謝毓霞之繼子，因其搶走自己父親以致父母離異而與其敵對，後和好 閔家寶之異父異母繼兄弟 丁友善之下屬兼租客 高榮之岳父，曾不認同高榮成為自己的女婿 於第1集暗中分租給關細孝一家，直至第6集關細孝遷出 於第4集再暗中分租給謝毓霞，供次郎入住，直至第6集次郎失蹤而作罷 於第5集被丁友善發現私自分租其單位 於第12集得悉丁友善追求車芊芊而打傷他 於第13集辭去超級市場經理 於第14集與關細孝開設「明孝清潔公司」 於第18集因得悉車芊芊與高榮秘密結婚但不通知自己而對他們二人不滿 於第18集被車蔓蔓誤會自己與Peggy有親密關係，實為Peggy當時因失戀醉酒導致失態 於第20集在謝毓霞資助首期下再次置業 名字影射車志健 |
| 林敏驄         | 車志明 | 車總 超級市場經理／清潔公司老闆 莫雯慧之夫，後被鍾晞嵐挑撥離間而決裂，最後和好 車芊芊、車蔓蔓之父 鍾晞嵐之表姐夫，被其討厭及挑撥夫妻關係而反目 關細孝之好友 謝毓霞之繼子，因其搶走自己父親以致父母離異而與其敵對，後和好 閔家寶之異父異母繼兄弟 丁友善之下屬兼租客 高榮之岳父，曾不認同高榮成為自己的女婿 於第1集暗中分租給關細孝一家，直至第6集關細孝遷出 於第4集再暗中分租給謝毓霞，供次郎入住，直至第6集次郎失蹤而作罷 於第5集被丁友善發現私自分租其單位 於第12集得悉丁友善追求車芊芊而打傷他 於第13集辭去超級市場經理 於第14集與關細孝開設「明孝清潔公司」 於第18集因得悉車芊芊與高榮秘密結婚但不通知自己而對他們二人不滿 於第18集被車蔓蔓誤會自己與Peggy有親密關係，實為Peggy當時因失戀醉酒導致失態 於第20集在謝毓霞資助首期下再次置業 名字影射車志健 |
| 梁雯蔚（青年） | 莫雯慧 | Karen、Karen嬸（王亦詩專稱） 家庭主婦／豪宅鐘點女傭 車志明之妻，後被鍾晞嵐挑撥離間而決裂，最後和好 車芊芊、車蔓蔓之母 鍾晞嵐之表姊，與其針鋒相對，一度和好，最後反目 謝毓霞之繼媳婦，與其不和，並被鍾晞嵐挑撥離間而決裂，後和好 高榮之岳母 因受鍾晞嵐自少看不起並針對她，令她為人變得勢利眼及惟利是圖，為求買樓不擇手段，並因此令車志明及車芊芊對其不滿 因車志明主動向謝毓霞貢獻十二萬替其裝修公屋一事，在鍾晞嵐煽風點火下誤以為謝毓霞騙車志明錢，而跟謝毓霞理論期間不小心對謝毓霞說出過份說話，令謝毓霞暈倒，幸得車志明送謝毓霞進醫院才康復，唯此事引致車志明一度正式跟其決裂，後因得謝毓霞原諒其及釐清車志明及Peggy的關係後兩人和好 因被王亦詩嫌婚宴禮金太少而與她結怨，被貶稱為「Karen嬸」，但後和好 於第20集加入明孝清潔公司 名字影射莫文蔚            |
| 江美儀         | 莫雯慧 | Karen、Karen嬸（王亦詩專稱） 家庭主婦／豪宅鐘點女傭 車志明之妻，後被鍾晞嵐挑撥離間而決裂，最後和好 車芊芊、車蔓蔓之母 鍾晞嵐之表姊，與其針鋒相對，一度和好，最後反目 謝毓霞之繼媳婦，與其不和，並被鍾晞嵐挑撥離間而決裂，後和好 高榮之岳母 因受鍾晞嵐自少看不起並針對她，令她為人變得勢利眼及惟利是圖，為求買樓不擇手段，並因此令車志明及車芊芊對其不滿 因車志明主動向謝毓霞貢獻十二萬替其裝修公屋一事，在鍾晞嵐煽風點火下誤以為謝毓霞騙車志明錢，而跟謝毓霞理論期間不小心對謝毓霞說出過份說話，令謝毓霞暈倒，幸得車志明送謝毓霞進醫院才康復，唯此事引致車志明一度正式跟其決裂，後因得謝毓霞原諒其及釐清車志明及Peggy的關係後兩人和好 因被王亦詩嫌婚宴禮金太少而與她結怨，被貶稱為「Karen嬸」，但後和好 於第20集加入明孝清潔公司 名字影射莫文蔚            |
| 郭柏妍         | 車芊芊 | 持續副學士／地產經紀助理 車志明、莫雯慧之長女 車蔓蔓之姊 鍾晞嵐之表姨甥女，後反目 謝毓霞之繼孫女，與其友好 高榮之下屬兼室友，與他有感情線，第17集為其女友，第18集為其妻子 丁友善之追求對象 擅長踏滑板 不認同置業觀念，寧願租樓 性格反叛﹐不聽父母勸告 於第1集往澳洲工作假期 於第3集因嫌澳洲難謀生，返回香港 於第5集自行搬出租住 於第18集因急於以夫妻名義抽居屋，與高榮結婚，並於第19集中籤 於第20集與高榮之婚姻一度亮紅燈，後成功挽回婚姻，並且懷孕 |
| 丁子朗         | 高 榮  | Going 地產經紀 車芊芊之上司兼室友，與她有感情線，第17集為其男友，第18集為其夫 車志明、莫雯慧之女婿 車蔓蔓之姐夫 丁友善之情敵 於第18集因急於以夫妻名義抽居屋，與車芊芊結婚，並於第19集中籤 於第19集因莫雯慧強勢控制自己逼迫其把所有積蓄以及每月工資上繳以及將來還要與自己同住而心生不滿 於第20集與車芊芊之婚姻一度亮紅燈，但後成功挽回婚姻 |
| 羅毓儀         | 車蔓蔓 | 留學生／超市兼職員工 車志明、莫雯慧之幼女 車芊芊之妹 高榮之小姨 鍾晞嵐之表姨甥女，後揭發其挑撥自己父母而反目 謝毓霞之繼孫女，與其友好 自幼備受溺愛，自理能力差，喜歡吃燒乳鴿 於第1集往加拿大讀書 於第3集因在加拿大吃野鴿違反《候鳥保護法》而被退學及注銷簽證，返回香港 於第18集發現並誤會其父與Peggy疑似有親密關係，實為Peggy當時因失戀醉酒導致失態 於第19集加入明孝清潔公司 |

### 閔家
| 演員   | 角色       | 暱稱／關係 |
|        | 閔金貴     | 謝毓霞之第一任丈夫 閔家寶之父 已去世 |
| 鮑起靜 | 謝毓霞     | Emma、閔老太、老小三（車志明、莫雯慧專稱）、Emma婆婆（車芊芊、車蔓蔓專稱） 公屋獨居長者，居於海田邨海豐樓1114室 為人吝嗇及貪小便宜，愛投訴 閔家寶之母，被其嫌棄，後和好 車國柱之第二任妻子 車志明之繼母，與他敵對，並因誤會被其憎恨，後和好 莫雯慧之繼奶奶，後被鍾晞嵐挑撥離間而決裂，最後和好 車芊芊、車蔓蔓之繼祖母，與其友好 次郎之主人，與其相依為命 名字影射韓毓霞 |
| 林景程 | 閔家寶     | 本劇早期反派 謝毓霞之子 望月良美之夫 望月龍太郎之父 已移民日本 車志明異父異母的繼兄弟，與其敵對 企圖借說遊謝毓霞移民日本，實為帶次郎到日本後，將她送去老人院 於第19集回港與謝毓霞團聚，並承諾放棄公屋戶籍，讓給車志明 |
| 陳靖雲 | 望月良美   | Yoshimi、肉絲米（謝毓霞專稱） 日本人 閔家寶之妻 謝毓霞之兒媳 望月龍太郎之母 |
|        | 望月龍太郎 | 太郎 閔家寶、望月良美之子 謝毓霞之孫 次郎之「兄」 已移民日本 原名閔子龍，因入籍日本而隨母姓 於第19集回港與謝毓霞團聚 |
| 麥芽糖 | 小 巴      | 流浪犬，次郎之母 已去世 |
| 麥芽糖 | 次 郎      | 貴婦犬，謝毓霞之寵物犬，與她相依為命 望月龍太郎之「弟」 於第6集失蹤 於第17集被尋回，實為遇上一對好心母女收留並暫時收養其 於第18集成為謝毓霞之伴侶犬 |

### 關家
- 因關家眾人長得矮小，常被合稱為「三個哈比族」

| 演員           | 角色   | 暱稱／關係 |
| 羅永健（青年） | 關細孝 | 孝哥 中年斜楝族 關偉力之父 王亦詩之家翁 車志明之好友 於第1集原本一人租住車志明單位，但全家先斬後奏入住 於第6集全家遷出，搬往海田邨海豐樓1107室，即謝毓霞的居所斜對面的單位 於第14集與車志明開設「明孝清潔公司」 |
| 鄧智堅         | 關細孝 | 孝哥 中年斜楝族 關偉力之父 王亦詩之家翁 車志明之好友 於第1集原本一人租住車志明單位，但全家先斬後奏入住 於第6集全家遷出，搬往海田邨海豐樓1107室，即謝毓霞的居所斜對面的單位 於第14集與車志明開設「明孝清潔公司」 |
| 關曜儁         | 關偉力 | 關細孝之子 王亦詩之夫 大學畢業後一直失業 於第1集經車志明介紹入職超級市場臨時理貨員 於第19集加入明孝清潔公司 |
| 林穎彤         | 王亦詩 | 持續副學士／KOL 關偉力之妻 關細孝之媳婦 貪小便宜的「港女」 因嫌莫雯慧的婚宴禮金太少而與她結怨，貶稱她為「Karen嬸」，但後和好 於第19集加入明孝清潔公司 於第20集懷孕 名字影射王迪詩                               |

### 其他演員
| 演員           | 角色             | 暱稱／關係 |
| 袁文傑         | 丁友善           | 丁生、Friendly 超市集團營運副總裁 家境富有，有多個物業 車志明之上司兼房東 追求車芊芊，後因車芊芊選擇高榮而放棄 高榮之情敵 於第12集被車志明知道他追求車芊芊而被打傷 於第16集假裝被Jessica成功勾引成為其男朋友實為與高榮共同設局套取其當年私自賣樓真相 |
| 梁凱晴（青年） | 鍾晞嵐           | 本劇反派 Ada 莫雯蔚之表妹，與其針鋒相對，後反目 車志明之表姨仔，並互相討厭，後反目 車芊芊之表姨，後反目 車蔓蔓之表姨，後被其揭發真面目並反目 輝之妻，已分居 已移民澳洲 妒忌莫雯蔚有美滿家庭，故經常在其家事上煽風點火 曾經被莫雯蔚揶揄買不起私樓，到自己買到私樓後，便揶揄莫雯蔚沒有物業 因自小看不起並針對莫雯蔚，令莫雯蔚出現愛錢愛樓成狂及勢利眼的性格缺陷的真正元兇 於第11集回港 |
| 朱凱婷         | 鍾晞嵐           | 本劇反派 Ada 莫雯蔚之表妹，與其針鋒相對，後反目 車志明之表姨仔，並互相討厭，後反目 車芊芊之表姨，後反目 車蔓蔓之表姨，後被其揭發真面目並反目 輝之妻，已分居 已移民澳洲 妒忌莫雯蔚有美滿家庭，故經常在其家事上煽風點火 曾經被莫雯蔚揶揄買不起私樓，到自己買到私樓後，便揶揄莫雯蔚沒有物業 因自小看不起並針對莫雯蔚，令莫雯蔚出現愛錢愛樓成狂及勢利眼的性格缺陷的真正元兇 於第11集回港 |
| 黃嘉雯         | Peggy            | 南半球（關偉力、王亦詩專稱） 日語學校校長 陸小柔之上司 車志明之客戶，但因事被眾人誤會其作車志明之情婦 於第6集登場 於第19集離港前往加拿大進修 |
| 黃建東         | 陳安慶           | 保安陳 大廈保安員 駐守謝毓霞所住的公屋樓宇 |
| 邵卓堯         | 基               | 超級市場理貨員 |
| 姚亦澧         | 標               | 超級市場理貨員 |
| 秦啟維         | 啟               | 超級市場理貨員 |
| 鄧美欣         |                  | 地產經紀 |
| 尹詩沛         |                  | 地產經紀 |
| 朱樂洺         |                  | 地產經紀 |
| 黃潤成         |                  | 地產經紀 |
| 劉桂芳         |                  | 街坊（第1－3、8、10－11、20集） |
| 黃梓瑋         |                  | 街坊（第1－3、8、10－11、20集） |
| 譚淑瑩         |                  | 街坊（第1－3、8、10－11、20集） |
| 李旻芳         | 何太             | 參觀鬧鬼樓盤的夫妻（第1集），現實中兩位演員亦是夫妻 |
| 黃耀英         | 何生             | 參觀鬧鬼樓盤的夫妻（第1集），現實中兩位演員亦是夫妻 |
| 冼子筠         |                  | 新聞報導員（第1集） |
| 黎寬怡         |                  | 畢業生（第1集） |
| 區俊賢         |                  | 畢業生（第1集） |
| 葉衍佑         |                  | 畢業生（第1集） |
| 李漫芬         | 馬太             | 莫雯慧之老闆（第1集） |
| 戴佳敏         |                  | 市民（第1、6集） |
| 吳洛汶         |                  | 市民（第1、6集） |
| 徐文浩         |                  | 外賣仔（第1集） |
| 蕭文諾         |                  | 外賣仔（第1集） |
| 魏柏豪         |                  | 地產經紀（第1集） |
| 陸煥恆         |                  | 地產經紀（第1集） |
| 鞏姿希         |                  | 泳客（第1集） |
| 鞏姿希         | 女狗主（第12集） | |
| 楊培琳         |                  | 澳洲室友（第1、3集） |
| 曾文心         |                  | 姊妹（第1集） |
| 湯之欣         |                  | 姊妹（第1集） |
| 湯之欣         | 女僕（第7、9集） | |
| 曹銦玲         |                  | 姊妹（第1集） |
| 曹銦玲         | 市民（第6集）    | |
| 麥皓兒         | 陸小柔           | Yoko 日語學校老師 Peggy之下屬 車芊芊之室友，後退租（第2、6、16集） |
| 葉凱茵         |                  | 街坊（第2－3、8、10、20集） |
| 蘇麗明         |                  | 街坊（第2－3、8、10、20集） |
| 黃一鳴         |                  | 日語學校學生（第2集） |
| 黃凱琪         |                  | 日語學校學生（第2集） |
| 簡家麒         |                  | 日語學校學生（第2集） |
| 陳戩浩         |                  | 日語學校學生（第2集） |
| 馬景華（青年） | 輝               | 鍾晞嵐之夫，已分居 莫雯慧之表妹夫兼前男友 車志明之表連襟 車芊芊、車蔓蔓之表姨丈 Macy之男友（第3、11、16集） |
| 陳永昌         | 輝               | 鍾晞嵐之夫，已分居 莫雯慧之表妹夫兼前男友 車志明之表連襟 車芊芊、車蔓蔓之表姨丈 Macy之男友（第3、11、16集） |
| 楊證樺         |                  | 房委主任（第4、6集） |
| 吳洛汶         |                  | 獸醫診所護士（第4集） |
| 李鉅峰         |                  | 獸醫診所醫生（第4集） |
| 莫偉文         |                  | 魚檔檔主（第5、8集） |
| 李頊珩         |                  | 醫生（第5集） |
| 郭浩皇         |                  | 小食店店員（第5集） |
| 吳幸美         | 吳幸美           | 「東張西望」主持（第5集） |
| 吳珮如         | 陳主席           | （第5、19集） |
| 何沛珈         |                  | 主持人（第5、19集） |
| 孫慧雪         |                  | 女僕Cafe老闆娘（第7－9集） |
| 陳俊堅         |                  | 殯儀師（第7集） |
| 張詩欣         |                  | 殮容師（第7集） |
| 邵展鵬         |                  | 客人（第7集） |
| 陳健榮         |                  | 燒臘檔主（第8集） |
| 謝可逸         | 罐王             | 天橋底露宿者（第8集） |
| 曾健明         |                  | 天橋底露宿者（第8集） |
| 姚宏遠         |                  | 天橋底露宿者（第8集） |
| 鄭雋熹         |                  | 天橋底露宿者（第8集） |
| 黃婧靈         | 吳小雨           | 社工 協助天橋底露宿者上樓（第8集） |
| 李善恆         | 周子龍           | 周董 地產舖區域董事 高榮、車芊芊之上司（第9、11集） |
| 周嘉全         |                  | 侍應（第9－10集） |
| 郭千瑜         |                  | 店員（第12、16集） |
| 楊家寶         |                  | 店員（第12集） |
| 張翼東         |                  | 男狗主（第12集） |
| 鍾晴           | Jessica          | 本劇反派 高榮之前女友 曾騙去高榮房子首期的錢後再企圖向高榮騙走四十萬，失敗後把目標伸向丁友善 被高榮和丁友善設局套取當年私自賣樓真相（第13－14、16集） |
| 陳潁熙         |                  | 精神科護士（第13－15集） |
| 黃子桐         | Rachel           | 叻叻超市接待員（第13集） |
| 鄧英敏         | 高生             | 叻叻超市人事部總監 與車志明面試，原本想奚落他，但在謝毓霞協助下被車志明打動而聘用他，不過車志明因開設「明孝清潔公司」而拒絕工作機會（第13集） |
| 阮兒           | 楊小姐           | 叻叻超市公關總監 與車志明面試，原本想奚落他，但在謝毓霞協助下被車志明打動而聘用他，不過車志明因開設「明孝清潔公司」而拒絕工作機會（第13集） |
| 梁皓楷         | 張生             | 叻叻超市營運總監 與車志明面試，原本想奚落他，但在謝毓霞協助下被車志明打動而聘用他，不過車志明因開設「明孝清潔公司」而拒絕工作機會（第13集） |
| 羅雪妍         |                  | 海馬職員（第13集） |
| 李頊珩         | 傅醫生           | 精神科醫生（第14、18集） |
| 文竣瑋         |                  | 西裝友（第14集） |
| 朱斐斐         | Macy             | 輝之女友（第16集） |
| 蔡誌恩         | 張律師           | 高榮、車芊芊婚禮的見證律師（第18集） |
| 羅鴻           |                  | 街坊（第20集） |

## 獎項
- 萬千星輝頒獎典禮2022本地獎項一共獲提名11種獎項，全部均獲入圍最後五強/獲獎

| 年份 | 頒獎典禮                | 獎項名稱                  | 入圍者                         | 結果     |
| 2022 | AEG 娛樂人氣王2022      | 最佳電視劇集              | 《下流上車族》                 | 獲獎     |
| 2022 | AEG 娛樂人氣王2022      | 人氣男演員（電視劇）      | 林敏驄                         | 獲獎     |
| 2022 | AEG 娛樂人氣王2022      | 人氣男演員（電視劇）      | 鄧智堅                         | 獲獎     |
| 2022 | AEG 娛樂人氣王2022      | 人氣女演員（電視劇）      | 江美儀                         | 獲獎     |
| 2022 | AEG 娛樂人氣王2022      | 人氣女演員（電視劇）      | 鮑起靜                         | 獲獎     |
| 2022 | AEG 娛樂人氣王2022      | 進步女藝人（電視劇）      | 郭柏妍                         | 獲獎     |
| 2022 | Yahoo! 搜尋人氣大獎2022 | 人氣電視男角色            | 車志明（林敏驄 飾）            | 獲獎     |
| 2023 | 萬千星輝頒獎典禮2022    | 最佳劇集                  | 《下流上車族》                 | 獲獎     |
| 2023 | 萬千星輝頒獎典禮2022    | 最佳男主角                | 林敏驄                         | 最後五強 |
| 2023 | 萬千星輝頒獎典禮2022    | 最佳女主角                | 鮑起靜                         | 最後五強 |
| 2023 | 萬千星輝頒獎典禮2022    | 最佳女主角                | 江美儀                         | 獲獎     |
| 2023 | 萬千星輝頒獎典禮2022    | 最受歡迎電視男角色        | 車志明（林敏驄 飾）            | 最後五強 |
| 2023 | 萬千星輝頒獎典禮2022    | 最受歡迎電視男角色        | 關細孝（鄧智堅 飾）            | 提名     |
| 2023 | 萬千星輝頒獎典禮2022    | 最受歡迎電視男角色        | 關偉力（關曜儁 飾）            | 提名     |
| 2023 | 萬千星輝頒獎典禮2022    | 最受歡迎電視男角色        | 丁友善（袁文傑 飾）            | 提名     |
| 2023 | 萬千星輝頒獎典禮2022    | 最受歡迎電視男角色        | 閔家寶（林景程 飾）            | 提名     |
| 2023 | 萬千星輝頒獎典禮2022    | 最受歡迎電視女角色        | 謝毓霞（鮑起靜 飾）            | 最後十強 |
| 2023 | 萬千星輝頒獎典禮2022    | 最受歡迎電視女角色        | 莫雯慧（江美儀 飾）            | 最後五強 |
| 2023 | 萬千星輝頒獎典禮2022    | 最受歡迎電視女角色        | 車芊芊（郭柏姸 飾）            | 最後五強 |
| 2023 | 萬千星輝頒獎典禮2022    | 最受歡迎電視女角色        | 車蔓蔓（羅毓儀 飾）            | 提名     |
| 2023 | 萬千星輝頒獎典禮2022    | 最受歡迎電視女角色        | 王亦詩（林穎彤 飾）            | 提名     |
| 2023 | 萬千星輝頒獎典禮2022    | 最佳男配角                | 鄧智堅                         | 獲獎     |
| 2023 | 萬千星輝頒獎典禮2022    | 最佳男配角                | 關曜儁                         | 提名     |
| 2023 | 萬千星輝頒獎典禮2022    | 最佳男配角                | 袁文傑                         | 提名     |
| 2023 | 萬千星輝頒獎典禮2022    | 最佳男配角                | 林景程                         | 最後十強 |
| 2023 | 萬千星輝頒獎典禮2022    | 最佳女配角                | 郭柏姸                         | 最後五強 |
| 2023 | 萬千星輝頒獎典禮2022    | 最佳女配角                | 羅毓儀                         | 最後五強 |
| 2023 | 萬千星輝頒獎典禮2022    | 最佳女配角                | 林穎彤                         | 提名     |
| 2023 | 萬千星輝頒獎典禮2022    | 飛躍進步男藝員            | 關曜儁                         | 最後十強 |
| 2023 | 萬千星輝頒獎典禮2022    | 飛躍進步男藝員            | 林景程                         | 最後五強 |
| 2023 | 萬千星輝頒獎典禮2022    | 飛躍進步男藝員            | 鄧智堅                         | 提名     |
| 2023 | 萬千星輝頒獎典禮2022    | 飛躍進步男藝員            | 黃建東                         | 最後五強 |
| 2023 | 萬千星輝頒獎典禮2022    | 飛躍進步女藝員            | 郭柏姸                         | 獲獎     |
| 2023 | 萬千星輝頒獎典禮2022    | 飛躍進步女藝員            | 林穎彤                         | 提名     |
| 2023 | 萬千星輝頒獎典禮2022    | 飛躍進步女藝員            | 羅毓儀                         | 最後十強 |
| 2023 | 萬千星輝頒獎典禮2022    | 最受歡迎電視歌曲          | 一家人（主唱：林敏驄、文凱婷） | 最後五強 |
| 2023 | 萬千星輝頒獎典禮2022    | 最受歡迎電視歌曲          | 很久以前（主唱：林敏驄）       | 提名     |
| 2023 | 萬千星輝頒獎典禮2022    | 最受歡迎電視歌曲          | 想你（主唱：林敏驄）           | 提名     |
| 2023 | 萬千星輝頒獎典禮2022    | 最受歡迎電視歌曲          | 上車伴侶（主唱：何晉樂）       | 提名     |
| 2023 | 萬千星輝頒獎典禮2022    | 最受歡迎電視歌曲          | 一生何求（主唱：林智樂）       | 提名     |
| 2023 | 萬千星輝頒獎典禮2022    | 最受歡迎電視歌曲          | 幸運是我（主唱：蔡愷穎）       | 提名     |
| 2023 | 萬千星輝頒獎典禮2022    | 最受歡迎電視拍檔          | 林敏驄、江美儀                 | 最後五強 |
| 2023 | 萬千星輝頒獎典禮2022    | 馬來西亞最喜愛TVB電視劇集 | 《下流上車族》                 | 最後十強 |
| 2023 | 萬千星輝頒獎典禮2022    | 馬來西亞最喜愛TVB男主角   | 林敏驄                         | 提名     |
| 2023 | 萬千星輝頒獎典禮2022    | 馬來西亞最喜愛TVB女主角   | 鮑起靜                         | 提名     |
| 2023 | 萬千星輝頒獎典禮2022    | 馬來西亞最喜愛TVB女主角   | 江美儀                         | 最後十強 |
| 2023 | 觀眾在民間電視大獎2022  | 民選最佳女主角            | 江美儀                         | 獲獎     |

## 收視
每周收視列表：
| 集數   | 日期                     | 电视直播平均收視率 | 跨平台直播最高收視率 | 備註   |
| 01－05 | 2022年10月17日－10月21日 | 21.6點             | 23.9點               | [ 25 ] |
| 06－10 | 2022年10月24日－10月28日 | 21.7點             | 23.7點               | [ 26 ] |
| 11－15 | 2022年10月31日－11月4日  | 23.2點             | 27.3點               | [ 27 ] |
| 16－20 | 2022年11月7日－11月11日  | 23.5點             | 26.7點               |        |
| 全劇   | 全劇                     | 22.5點             | 27.3點               |        |

## 製作

### 選角
本劇部分角色因最初演員棄演而臨時頂上，俗稱「執二攤」，包括：
- 男主角：原本由姜皓文飾演，但最後決定由林敏驄飾演，[28]本劇是林敏驄首度演出的電視劇，也是繼李克勤、黃凱芹、黃偉文、黎彼得和詹天文後第六位有份參與電視劇演出的香港填詞人。

- 女配角車芊芊：原本由蘇皓兒飾演，但蘇因檔期問題辭演而換上郭柏妍[29]。劇中的她擅長踩滑板，為了配合角色，原本不懂踩滑板的她，下班後學習踩滑板，用了很短時間便學曉。[30]

- 男配角關細孝：原本由韋家雄飾演，由於韋當時需要趕拍自第5波疫情延期拍攝的《輕·功》的餘下部分而改由鄧智堅演出。由於鄧僅較飾演其子的關曜儁大11年及其媳婦的林穎彤大10年，所以刻意留鬍鬚和穿拖鞋，盡量把自己配合老角形象。[31]

車蔓蔓一角則由以童顏及個子小見稱的羅毓儀飾演，羅毓儀實際上比飾演姐姐的郭柏妍還年長一年。
在劇中的「小三」是林敏驄親自加插的戲分，而小三角色則由林敏驄點名黃嘉雯飾演。
飾演劇中寵物犬「次郎」的貴婦犬「麥芽糖王子」，曾在長壽處境喜劇《愛·回家之開心速遞》裡飾演主角熊家的寵物犬「啤啤」（第二代）。

### 拍攝
此劇原定於2022年3月開拍，但因當時香港第五波新冠疫情嚴峻，將軍澳電視城實施「封城」（閉環管理），此劇遂延至5月開拍，姜皓文因而辭演。而拍成的故事設定和年初傳出的版本亦有不同之處。原本男主角是地產經紀，慘被未婚妻騙去上車盤後，決心儲錢再置業。男主角為了抽居屋而和助手假結婚，後來因為租金、迫遷等原因而要「同居」，引發連串經歷。後來演變成林敏驄、江美儀一家四口的置業故事，易角的關係改寫了原本的劇本。於同年8月煞科。
演員麥皓兒在拍攝期間聲稱劇組一收音師有非禮她之嫌。

### 取景地點
謝毓霞（鮑起靜飾）及關家所居住的公共屋邨「海田邨」，其屋邨公園及戶外公眾空間是在華富邨取景；而謝毓霞所居住的單位、謝毓霞及關家所居住的樓層的公眾走廊、以及大廈的地下升降機大堂，則在此劇拍攝期限待拆卸的白田邨舊廈取景。而私人樓的上落客區和會所是在長沙灣泓景臺拍攝，屋苑樓下的公園則位於堅尼地城的吉席街花園。至於劇中人物間中前往散心的公園（次郎走失及謝毓霞一家去郊遊的公園）位於清水灣大坑墩燒烤區。

### 其他
劇名《下流上車族》衍生自韓國電影《上流寄生族》（香港譯名）。本劇編審朱鏡祺和劉小群向有參考電影名稱為作品改名的習慣。
首集主題曲播放編排有別於無綫電視一般劇集，是先播一段內容後再播主題曲，而非一開始先播主題曲，此安排近似日劇。

## 歌曲
| 類別   | 歌曲                          | 作曲   | 填詞   | 編曲               | 監製   | 主唱           | 收錄                            | 備註                                            |
| 主題曲 | 《一家人》                    | 林敏驄 | 林敏驄 | 盧東尼             | 葉廣權 | 林敏驄、文凱婷 | 各大音樂串流平台                | 原創歌曲                                        |
| 片尾曲 | 《很久以前》                  | 林敏驄 | 林敏驄 | 林敏驄             | 林敏驄 | 林敏驄         | 林敏驄 2008年個人大碟《我愛你》 | 原創歌曲                                        |
| 片尾曲 | 《上車伴侶》                  | 劉易昇 | 楊熙   | 劉易昇、Freddie Lo | 劉易昇 | 何晉樂         | 各大音樂串流平台                | 原創歌曲                                        |
| 插曲   | 《想你》 (原名《想你的野獸》) | 林敏驄 | 林敏驄 | 林敏驄             | 林敏驄 | 林敏驄         | 林敏驄 2008年個人大碟《我愛你》 | 原創歌曲                                        |
| 插曲   | 《一生何求》                  | 王文清 | 潘偉源 | 徐洛鏘             | 劉易昇 | 林智樂         | YouTube                         | 原唱：陳百強 TVB 1989年電視劇《義不容情》主題曲 |
| 插曲   | 《幸運是我》                  | 顧嘉煇 | 鄭國江 | 徐洛鏘             | 劉易昇 | 蔡愷穎         | YouTube                         | 原唱：葉德嫻 TVB 1983年電視劇《鬼咁夠運》插曲   |

## 記事
- 2022年5月24日：此劇開拍。
- 2022年8月6日：此劇舉行拜神儀式。
- 2022年8月14日：此劇殺青。
- 2022年10月14日：此劇於14:00在將軍澳欣景路8號MCP DISCOVERY L1天幕廣場舉行「一流上車攻略」宣傳活動。[45]
- 2022年10月26日：此劇於16:00在深水埗元州邨元謙樓2樓香港家庭福利會深水埗（西）綜合家庭服務中心舉行「成功在望」宣傳活動。[46]
- 2022年11月1日：此劇於13:00在深水埗大南街278號地下北河同行餐廳舉行「愛心同行」宣傳活動。[47]
- 2022年11月6日：此劇於13:00在葵涌興芳路223號新都會廣場L3中庭舉行「愛在『車』家」宣傳活動。[48]
- 2022年11月9日：此劇於19:00在銅鑼灣波斯富街99號利舞臺廣場5樓譽宴．星海薈舉行「緣聚一家人」宣傳活動。[49]

## 迴響

### 評價
此劇播出之初已獲得好評，觀眾認為劇情輕鬆惹笑而不胡鬧，題材都「貼地」（貼近現實生活），有所共鳴。《明報周刊》的視評人岑傲明指出TVB以住屋及置業為題材的劇集，向來均獲得不錯的反應。對於林敏驄飾演的男主角獲得好評，岑傲明認為選角由姜皓文改為林敏驄，可能反而令效果恰到好處，林敏驄向以笑匠形象聞名，如角色一開始為他度身訂造可能會過於浮誇，而現時偏向溫情踏實的角色設定可能是為姜皓文而設，最終配上林敏驄的詼諧演繹，「陰差陽錯產生了不俗的化學作用」。
有指此劇車氏一家的設定與1980-90年代電影《富貴逼人》系列中基層致富之夢相似。

## 外部連結
- 《下流上車族》 北美TVB網上串流平台 免費點播！ （页面存档备份，存于）
- 《下流上車族》鮑起靜、江美儀、林敏驄初合作 合演愛生事家庭 - TVB Weekly （页面存档备份，存于）
- 台慶劇《下流上車族》下流手段盡出 道出上車哀歌 - TVB Weekly （页面存档备份，存于）
- 豆瓣电影上《下流上車族》的資料 （简体中文）

## 電視節目的變遷
| 香港 無綫電視翡翠台 星期一至五 20:30-21:30 | 香港 無綫電視翡翠台 星期一至五 20:30-21:30    | 香港 無綫電視翡翠台 星期一至五 20:30-21:30 |
| ------------------------------------------ | --------------------------------------------- | ------------------------------------------ |
|                                            | 下流上車族 （2022年10月17日－2022年11月11日） |                                            |
| 夢華錄 （2022年9月5日－2022年10月14日）    | 法證先鋒V （2022年11月14日－2022年12月23日）  |                                            |

| 马来西亚 Astro AOD、翡翠台 星期一至五 20:30－21:30 | 马来西亚 Astro AOD、翡翠台 星期一至五 20:30－21:30 | 马来西亚 Astro AOD、翡翠台 星期一至五 20:30－21:30 |
| -------------------------------------------------- | -------------------------------------------------- | -------------------------------------------------- |
|                                                    | 下流上車族 （2022年10月17日－2022年11月11日）      |                                                    |
| 浮世雙嬌傳 （2022年9月5日－2022年10月14日）        | 法證先鋒V （2022年11月14日－2022年12月23日）       |                                                    |

| 新加坡 翡翠台 星期一至五 20:30－21:30   | 新加坡 翡翠台 星期一至五 20:30－21:30         | 新加坡 翡翠台 星期一至五 20:30－21:30 |
| --------------------------------------- | --------------------------------------------- | ------------------------------------- |
|                                         | 下流上車族 （2022年10月17日－2022年11月11日） |                                       |
| 夢華錄 （2022年9月5日－2022年10月14日） | 法證先鋒V （2022年11月14日－2022年12月23日）  |                                       |

| 美国 TVB1 星期一至五 黃金劇場 東岸時間 20:00－21:00 | 美国 TVB1 星期一至五 黃金劇場 東岸時間 20:00－21:00 | 美国 TVB1 星期一至五 黃金劇場 東岸時間 20:00－21:00 |
| --------------------------------------------------- | --------------------------------------------------- | --------------------------------------------------- |
|                                                     | 下流上車族 （2022年10月17日－2022年11月11日）       |                                                     |
| 解決師 （2022年9月5日－2022年10月14日）             | 法證先鋒V （2022年11月14日－2022年12月23日）        |                                                     |

| 翡翠台香港時區 星期一至五 20:30－21:30    | 翡翠台香港時區 星期一至五 20:30－21:30        | 翡翠台香港時區 星期一至五 20:30－21:30 |
| ----------------------------------------- | --------------------------------------------- | -------------------------------------- |
|                                           | 下流上車族 （2022年10月17日－2022年11月11日） |                                        |
| 公公出宮 （2022年9月5日－2022年10月14日） | 法證先鋒V （2022年11月14日－2022年12月23日）  |                                        |

| 加拿大 新時代電視2高清台 西岸時間／溫哥華 星期一至五 16:30－17:30 | 加拿大 新時代電視2高清台 西岸時間／溫哥華 星期一至五 16:30－17:30 | 加拿大 新時代電視2高清台 西岸時間／溫哥華 星期一至五 16:30－17:30 |
| ----------------------------------------------------------------- | ----------------------------------------------------------------- | ----------------------------------------------------------------- |
|                                                                   | 下流上車族 （2022年10月17日－2022年11月11日）                     |                                                                   |
| 贅婿 第一季 （2022年9月5日－2022年10月14日）                      | 法證先鋒V （2022年11月14日－2022年12月23日）                      |                                                                   |
| 東岸時間／多倫多 星期一至五 19:30－20:30                          |                                                                   |                                                                   |
| 贅婿 第一季 （2022年9月5日－2022年10月14日）                      | 下流上車族 （2022年10月17日－2022年11月11日）                     | 法證先鋒V （2022年11月14日－2022年12月23日）                      |

| 澳洲 翡翠台 星期二至六 20:30－21:30          | 澳洲 翡翠台 星期二至六 20:30－21:30           | 澳洲 翡翠台 星期二至六 20:30－21:30 |
| -------------------------------------------- | --------------------------------------------- | ----------------------------------- |
|                                              | 下流上車族 （2022年10月18日－2022年11月12日） |                                     |
| 贅婿 第一季 （2022年9月6日－2022年10月15日） | 法證先鋒V （2022年11月15日－2022年12月24日）  |                                     |

| 新加坡 HUB娛家戲劇台 星期一至五 19:00－20:00 | 新加坡 HUB娛家戲劇台 星期一至五 19:00－20:00 | 新加坡 HUB娛家戲劇台 星期一至五 19:00－20:00 |
| -------------------------------------------- | -------------------------------------------- | -------------------------------------------- |
|                                              | 下流上車族 （2023年3月27日－2023年4月21日）  |                                              |
| 浮世雙嬌傳 （2023年1月30日－2023年3月24日）  | 法證先鋒V （2023年4月24日－2023年6月2日）    |                                              |

| 新加坡 佳樂台 星期一至四 21:10－22:00   | 新加坡 佳樂台 星期一至四 21:10－22:00      | 新加坡 佳樂台 星期一至四 21:10－22:00 |
| --------------------------------------- | ------------------------------------------ | ------------------------------------- |
|                                         | 下流上車族 （2023年6月7日－2023年7月11日)  |                                       |
| 美麗戰場 （2023年5月3日－2023年6月6日） | 法證先鋒V （2023年7月12日－2023年8月31日） |                                       |

| 马来西亚 八度空间 TVB之最 星期一至五 19:00-19:58 | 马来西亚 八度空间 TVB之最 星期一至五 19:00-19:58 | 马来西亚 八度空间 TVB之最 星期一至五 19:00-19:58 |
| ------------------------------------------------ | ------------------------------------------------ | ------------------------------------------------ |
|                                                  | 下流上車族 （2023年9月26日—2023年10月23日）      |                                                  |
| 有种好男人 （2023年8月29日—2023年9月25日）       | 輕·功 （2023年10月24日—2023年11月27日）          |                                                  |